# Documentalista audiovisual
El documentalista audiovisual és tot aquell professional format i capacitat per gestionar tota aquella documentació en àudio o imatge, tant en format físic com en digital. Aquest realitza tasques de selecció, organització, preservació i difusió de tota la documentació de què disposa, ja sigui en format audiovisual o convertint-la des de altres tipus de formats.

## Definició
El documentalista audiovisual és tot aquell professional format i capacitat per gestionar tota aquella documentació en àudio o imatge, tant en format físic com en digital. Aquest realitza tasques de selecció, organització, preservació i difusió de tota la documentació de què disposa, ja sigui en format audiovisual o convertint-la des de altres tipus de formats.
El audiovisual rep diferents noms segons el país i la procedència. Així doncs, Montserrat Bailac i Montserrat Català (2003) diferencien 3 perfils:
- Arxivist: professional que es dedica a analitzar i documentar imatges.
- Video librarian: professional que gestiona els documents audiovisuals d'una mediateca.
- Researcher: especialista en cercar documentació específica per a una determinada persona o producció (periodista, realitzador, director de cine, etcètera)

Les seves principals tasques són:
- Analitzar documentalment el material amb què treballen (identificar, reescriure i reutilitzar). La descripció de continguts es fa mitjançant l'etiquetatge lliure i també a través d'esquemes de metadades i la gestió documental es realitza a través de tesaurus, taxonomies i ontologies.
- Assegurar la preservació i conservació adequada del material documental, tant físic com digital, aplicant tècniques de conservació adequades
- Garantir la difusió, promoció i accés en funció del públic a qui s'adreci la institució.

## Història de la professió
El documentalista audiovisual no té un naixement pròpiament dit com a professió definida. Tanmateix, la gestió i difusió de la documentació audiovisual es pot remuntar cap allà la creació del cinema en 1895 per part dels germans Lumière. En aquella època, no era important el contingut audiovisual mostrat ni la seva preservació, sinó la promoció i producció comercial de les cintes. Amb l'aparició del cinema sonor l'any 1929, hi va haver un lleuger punt d'inflexió, i es van començar a crear arxius per a la protecció de les pel·lícules del cinema mut.
El gran pas endavant no va venir fins a l'any 1980, on la UNESCO va aprovar un document crucial per la preservació de la documentació audiovisual, elaborat per la FIAF i la FIAT, les dues organitzacions més importants en matèria d'arxius audiovisuals. Els arxius audiovisuals de televisió, però, van trigar més temps en arribar.
L'any 2001, el consell d'Europa va aprovar el conveni europeu per a la protecció del patrimoni audiovisual, on es diu que cada país ha d'imposar obligatòriament el dipòsit legal obligatori del material d'imatges en moviment que formi part del seu patrimoni audiovisual i es produeixi en el seu territori. El 27 d'octubre de 2007, la UNESCO va celebrar el Primer Dia Mundial del Patrimoni Audiovisual.
Amb l'arribada del segle XXI i l'expansió d'Internet, la professió de documentalista audiovisual ha donat un gir radical, canviant la mateixa concepció de la professió i de les metodologies de treball, tant a l'hora de realitzar l'anàlisi documental com de gestionar i difondre el material.

## Problemes d'accés i conservació de la documentació
- Documents únics on es prioritzava la conservació i no tant la difusió
- Suports molt variats i de difícil ús (escassetat, preu elevat, dificultat de reparació, etcètera)
- Problemes amb el format i suport lògic, tant hardware com software
- Dispersió de fonts en la producció audiovisual entre diversos productors públics i privats
- Gestió dels drets. El material audiovisual pot pertànyer a productores privades o canals de televisió, i la explotació pot requerir d'una complicada negociació.

## Metodologia de treball en un entorn digital
El documentalista audiovisual es mou en un entorn eminentment digital i informatitzat. Les eines de treball que utilitza amb freqüència son sistemes digitals formats per aplicacions d'ingesta de material, gestió de continguts, producció, còpia legal i emmagatzemament d'imatges i so. Aquestes aplicacions s'anomenen MAM (media asset management). Segons López de Quintana (2010) són el conjunt d'aplicacions que centralitzen el control del software i hardware del sistema (llibreries, passarel·les, servidors, programari d'edició, escaletes i entrada i sortida de línies).
Els procediments bàsics de treball són els següents:
- Ingesta: materials propis o produccions externes: audiovisual, escrit, sonor. Programari: bases de dades i repositoris amb gran capacitat d'emmagatzematge.
- Registre: descripció inicial del material, informació proporcionada per a qui els genera (número de cinta o arxiu, data, títol, lloc, persones/institucions, equip tècnic, programa)
- Visionat: conèixer en profunditat els continguts per a la selecció (imatge i so), observar plans, personatges, situacions, entorn, sons, anàlisi cronològic de les imatges. Es decideix la conservació o eliminació del material, i decidir si es compacta el material seleccionat a un nou arxiu
- Nivells d'arxiu: emmagatzematge i arxiu en els sistemes propis (gestor documental).

## Esquemes de metadades i interoperabilitat
En el món de la documentació audiovisual, és fonamental utilitzar metadades comunes que puguin fomentar la interoperabilitat, l'intercanvi de dades i continguts entre persones i usuaris d'una mateixa institució (per exemple, una productora televisiva i un canal de televisió. Per tant, s'ha de crear un diccionari de termes comuns, amb una semàntica, una sintaxi, una estructura i una pràctica.
La interoperabilitat ha provocat iniciatives per realitzar estructures comunes que es converteixin en estàndards d'intercanvi de metadades. També serveixen per a:
- Crear metadades incrustades, en els fitxers que contenen els objectes i en els paquets de transmissió de continguts.
- Desenvolupar identificadors d'objectes fàcilment aplicables en diferents sistemes
- Fer tasques de migració de metadades no incrustades a incrustades
- Facilitar la indexació automàtica dels continguts
- Gestionar les diferents versions d'un mateix producte audiovisual
- Desenvolupar eines per la creació i ús de dipòsits de metadades comunes

Tipologia d'esquemes de metadades
- Esquemes genèrics: Aquells que són molt basics perquè volen tenir un ús molt simple i que s'utilitzen de base per generar-ne de més complexos (Dublin Core)
- Esquemes globals: Controlen totalment la informació audiovisual en la creació, producció i distribució (SMPTE i MPEG-7)
- Esquemes d'intercanvi de metadades: Busquen l'enviament de paquets de metadades entre productors i distribuïdors (MPEG-21)
- Esquemes per a la difusió interactiva de continguts (TV-Anytime)
- Esquemes per a la descripció de continguts inclosos en arxius audiovisuals (en sistemes de descripció bàsica per a catalogació com MARC21)

## Perfils especialitzats
Documentalista en mitjans de comunicació
El documentalista en mitjans de comunicació desenvolupa la seva activitat professional en un mitjà audiovisual (principalment cadenes de televisió i productores audiovisuals). Les seves tasques principals consisteixen en:
- Gestionar la documentació generada per la empresa (textual, sonora, fotogràfica i audiovisual).
- Garantir la conservació (pròpia i com a patrimoni històric en cas de televisions d'àmbit nacional) i l'accés per part dels seus usuaris (principalment periodistes) de forma ràpida, pertinent i exhaustiva.
- Proporcionar la informació sol·licitada pels periodistes i aportar material per a un determinat programa.

La estructura interna del servei de documentació en mitjans de comunicació es pot estructurar de les següents formes:
- Per tipus d'activitat: Separant orgànicament la videoteca i el centre de documentació. La videoteca gestiona i controla tot allò que fa referència a les cintes (verges o gravades), préstec i devolució. El centre de documentació realitza la gestió documental de la informació audiovisual (selecció, descripció formal i de contingut de les imatges).
- Per tipus de fons documental: Una base de dades des d'on es pugui accedir a tots els documents d'imatge en moviment, documents gràfics i de so.
- Per tipologia de programes: Fer una divisió en funció de cada programa. Sol separar-se entre programació general i informatius.
- Per especialització temàtica i de tècniques documentals: Professionals que es dediquen a l'anàlisi documental i altres que atenen les consultes dels usuaris, analistes especialitzats (Serveis informatius de RTVE)

Flux de treball documental en la redacció digital
Aquests són els diferents passos que se segueixen en la gestió de treball d'una redacció digital
- Reunió de l'escaleta de l'informatiu, on cada redactor s'encarrega d'elaborar una notícia.
- El redactor ingesta les imatges en el sistema digital, que es digitalitzen i passen a un servidor online.
- Els periodistes busquen a la llibreria digital les imatges d'arxiu que necessiten o les demanen a documentació
- Les imatges que s'han capturat a través de corresponsalies, agències de notícies o unitats mòbils arriben a la central d'ingesta, des d'on s'introdueixen al servidor central i es poden utilitzar en temps real.
- Un cop finalitza la peça informativa, s'inclou en una escaleta per a ser emesa.
- Quan acaba l'emissió, s'arxiva la peça muntada i definitiva, que s'emmagatzema en una llibreria digital o gestor documental.

Documentalista musical
El documentalista musical és un professional que ha de tenir coneixements musicals -ha de poder llegir una partitura-, combinats amb coneixements de documentació, de manera que pugui gestionar, organitzar i catalogar col·leccions de música, entenent tota mena de materials: llibres, partitures, enregistraments sonors. En el cas dels enregistraments sonors, cal una audició completa prèvia a tot procés de descripció i, també, coneixement de tota mena de suports i formats i el seu tractament, funcionament i correcta preservació, donada la seva ràpida obsolescència.
Film researcher
El film researcher és un perfil de recent creació en l'àmbit audiovisual, que complementa al documentalista cinematogràfic. Realitza cerques per a qualsevol membre de l'equip de producció (no únicament directors i guionistes) i en el format i suport que convingui. És especialista en cercar imatges i expert en arxius audiovisuals i gestió de drets.